# Juan Castillo
Juan Guillermo Castillo Iriart, conhecido como Juan Castillo (Montevidéu, 17 de abril de 1978), é um ex futebolista uruguaio que atuava como goleiro. Seu último clube foi o Fénix do Uruguai.

## Carreira
Castillo foi revelado pelo Defensor Sporting em 1999. Após uma rápida passagem pelo Huracán Buceo por empréstimo, voltou ao Defensor onde se firmou como titular. Em 2006, chegou ao Peñarol e à Seleção Uruguaia de Futebol, onde estreou em 12 de setembro de 2007.
Em 2008, Castillo começou a atuar pelo seu primeiro clube estrangeiro. Acertou com o Botafogo para ser o titular do gol do clube, um dos mais tradicionais do futebol brasileiro. Fez sua estréia pela equipe em jogo contra o Stabæk, da Noruega pela Copa Peregrino, da qual foi campeão. No dia 22 de Janeiro de 2008, foi novamente convocado a seleção uruguaia, agora representando o Botafogo para um jogo amistoso contra a seleção colombiana no dia 6 de Fevereiro de 2008.
Mesmo já sendo idolatrado pela torcida, Castillo confirmou a expectativas de acabar com o problema de goleiros no Botafogo no seu quarto jogo pela equipe, 4 a 1 em cima do Friburguense pelo Campeonato Carioca de 2008, no qual Castillo defendeu a cobrança de pênalti de Victor Hugo do Friburguense. Tomou seu primeiro gol pelo time carioca no mesmo jogo, onde falhou no jogo áereo, sua principal deficiência. Mesmo assim, conquistou a torcida botafoguense com boas atuações e declarações em clássicos contra os rivais Flamengo e Fluminense.
No dia 17 de junho de 2008, Castillo atuou pela primeira vez como titular em um jogo oficial defendendo a Seleção Uruguaia, na vitória de 6 a 0 da equipe sobre a Seleção Peruana, pelas Eliminatórias da Copa do mundo de 2010. Enquanto isso, Castillo seguia como titular do gol botafoguense. Entretanto, após a eliminação do Botafogo na Copa do Brasil de 2008, Castillo começou a ser mal visto pela torcida. Na ocasião, o Botafogo havia vencido o Corinthians por 2 x 1 no primeiro jogo da semifinal; mas no segundo jogo o clube paulista venceu pelo mesmo placar, com Castillo cometendo falhas nos dois gols adversários, e o Corinthians se classificou para a final após a vencer a disputa por pênaltis. No Campeonato Brasileiro do mesmo ano, Castillo voltou a cometer falhas em diversos jogos, o que o fez perder a vaga de titular para Renan. No final da temporada de 2008 o goleiro sofreu uma contusão que o tirou dos gramados por 8 meses e teve dificuldades para recuperar a posição devido à boa fase de Renan e da chegada de Jefferson em 2009. Chegou a atuar pelo alvinegro em algumas partidas do Campeonato Brasileiro de 2009, mas novamente cometeu falhas, o que revoltou à torcida.
Fez parte do grupo uruguaio que disputou a Copa do Mundo FIFA de 2010, mas não entrou em campo no Mundial.

## Títulos
Botafogo
- Taça Rio: 2008
- Copa Peregrino: 2008
- Taça Guanabara: 2009

Deportivo Cali
- Copa Colômbia : 2010

Seleção Uruguaia
- Copa América: 2011